# Olympische Winterspiele 2002/Teilnehmer (Kroatien)
| Gelbes Symbol für Goldmedaillen mit stilisierten Olympischen Ringen | Graues Symbol für Silbermedaillen mit stilisierten Olympischen Ringen | Braundes Symbol für Bronzemedaillen mit stilisierten Olympischen Ringen |
| ------------------------------------------------------------------- | --------------------------------------------------------------------- | ----------------------------------------------------------------------- |
| 3                                                                   | 1                                                                     | —                                                                       |

Kroatien entsandte zu den Olympischen Winterspielen 2002 im US-amerikanischen Salt Lake City eine Mannschaft aus 13 Sportlern, die in fünf verschiedenen Disziplinen antraten.
Das Land war zum vierten Mal an einer Winterolympiade vertreten. Die Skirennläuferin Janica Kostelić, die gleichzeitig Fahnenträgerin bei der Eröffnungsfeier war, konnte drei Gold- und eine Silbermedaille gewinnen und war somit nach dem norwegischen Biathleten Ole Einar Bjørndalen erfolgreichster Teilnehmer der Spiele. Im Medaillenspiegel lag das Land damit auf Platz 12. Mit der Skifahrerin Ana Jelušić, die bei ihrem Wettkampf 15 Jahre und 55 Tage alt war, stellte Kroatien außerdem die jüngste Athletin im Starterfeld.

## Übersicht der Teilnehmer

### Biathlon
Männer
- Žarko Galjanić
10 km Sprint: 84. Platz (30:33,0 min)
20 km Einzel: 83. Platz (1:04:54,4 h)

### Bob
Männer, Vierer
- Ivan Šola, Boris Lovrić, Ðulijano Koludra, Niki Drpić
26. Platz (3:16,14 min)

### Eiskunstlauf
Frauen
- Idora Hegel
19. Platz (30,5)

### Ski Alpin
Frauen
- Nika Fleiss
Riesenslalom: 36. Platz (2:40,17 min)
Slalom: 12. Platz (1:51,27 min)

- Ana Jelušić
Riesenslalom: 37. Platz (2:40,55 min)
Slalom: 23. Platz (1:55,01 min)

- Janica Kostelić
Super-G: Silber  (1:13,64 min)
Riesenslalom: Gold  (2:30,01 min)
Slalom: Gold  (1:46,10 min)
Kombination: Gold  (2:43,28 min)

Männer
- Ivica Kostelić
Riesenslalom: 9. Platz (2:24,92 min)
Slalom: Ausgeschieden (2. Lauf)

### Skilanglauf
Frauen
- Maja Kezele
10 km klassisch: 55. Platz (34:10,8 min)
10 km Verfolgung: 64. Platz (15:40,1 min, nur klassisch, nicht für Freistil qualifiziert)
15 km Freistil: 54. Platz (48:43,1 min)

Männer
- Damir Jurčević
1,5 km Sprint: 47. Platz (3:05,90 min, Qualifikation)
15 km klassisch: 61. Platz (45:49,6 min)
20 km Verfolgung: 69. Platz (31:15,7 min, nur klassisch, nicht für Freistil qualifiziert)
30 km Freistil: 61. Platz (1:23:53,3 h)
50 km klassisch: 52. Platz (2:35:54,9 h)

- Denis Klobučar
15 km klassisch: 58. Platz (43:45,0 min)
20 km Verfolgung: 64. Platz (30:00,7 min, nur klassisch, nicht für Freistil qualifiziert)
30 km Freistil: 64. Platz (1:25:39,0 h)
50 km klassisch: 53. Platz (2:35:58,8 h)